# Jaren Station
 Ikke at forveksle med Jar Station.
Jaren Station (Jaren stasjon) er en jernbanestation på Gjøvikbanen i Jaren i Oppland fylke i Norge. Stationen består af nogle få spor med to perroner og en stationsbygning i mørkt træ opført efter tegninger af arkitekten Paul Due. Stationen er endestation for lokaltogene fra Oslo S og betjenes desuden af regionaltog mellem Oslo S og Gjøvik.
Stationen åbnede 20. december 1900, da Gjøvikbanen blev forlænget hertil fra Grefsen og til at begynde med videre som sidebanen Røykenvikbanen til Røykenvik ved Randsfjorden. To år efter forlængedes den egentlige del af Gjøvikbanen fra Jaren til Gjøvik, hvorefter Jaren fungerede som forgreningsstation mellem de to baner. Persontrafikken på Røykenvikbanen ophørte i 1949, mens godstogene fortsatte til november 1957. Sporene blev taget op i 1960, idet de første ca. 800 meter fra Jaren Station dog umiddelbart overlevede som et sidespor.